# Шнайдерман, Борис Соломонович
Борис Соломонович Шнайдерман (порт. Boris Schnaiderman; 17 мая 1917, Умань — 18 мая 2016, Сан-Паулу, Бразилия) — бразильский переводчик, писатель, эссеист. Считается первым прямым переводчиком русской классической литературы на португальский язык, до него переводы носили достаточно общий характер. Профессор Университета Сан-Паулу (2001), доктор наук. Лауреат премии Бразильской литературной академии (2003).

## Биография
Родился в Умани, на Украине; затем, когда ему был один год, его семья переехала в Одессу. Утверждал, что в детстве случайно оказался свидетелем съёмок фильма «Броненосец „Потёмкин“» на Потёмкинской лестнице. В восьмилетнем возрасте с родителями и старшей сестрой Бертой уезжает в Бразилию. Его отец был предпринимателем и опасался революции, а также еврейских погромов, прокатившихся на юге России, но после войны стал партнёром «Совэкспортфильма» и занимался бразильским прокатом советских кинолент.
Окончил Университет Сан-Паулу, по специальности — агроном.
Позднее преподавал русскую литературу, переводил Достоевского, Толстого, Чехова, Горького, Бабеля, Пастернака, Пушкина и Маяковского. В 1983 году он получил литературную премию Жабути, в 2003 году — награду за перевод от Бразильской академии литературы. Считается первым в Бразилии, кто переводил великие произведения русской литературы непосредственно с языка оригинала; до него были в ходу косвенные переводы на португальский (в основном через французский). В 2007 году он был награжден российским правительством медалью Пушкина в знак признания его вклада в распространение русской культуры за рубежом.
Участник Второй мировой войны в составе Бразильских экспедиционных сил в Европе, автор романа о войне «Guerra em Surdina».
Преследовался в годы военной диктатуры.

## Награды
- Медаль Пушкина (31 октября 2007 года, Россия) — за большой вклад в распространение, изучение русского языка, сохранение культурного наследия, сближение и взаимообогащение культур наций и народностей[4][5].